# Christian Rörig
Christian Rörig (* 20. Juni 1903 in Helmenzen; † 6. Oktober 1979 in Koblenz) war ein deutscher Politiker (SPD).

## Leben
Rörig besuchte die Volksschule und legte 1923 das Abitur am Realgymnasium Betzdorf-Kirchen ab. Danach studierte er Wirtschaftswissenschaften in Köln, Gießen und Münster, erwarb aber keinen Abschluss. 1927 bis 1933 war er Angestellter bei der Amtsverwaltung sowie bei der Kreisverwaltung
Altenkirchen. In den Jahren 1933 bis 1937 war er arbeitslos und 1937–1939 Betriebsbuchhalter in Solingen. Zwischen 1940 und 1945 leistete er Kriegsdienst und war ab 1945 wieder bei der Kreisverwaltung Altenkirchen tätig.
1930 trat Rörig der SPD bei und war Mitglied des Reichsbanners Schwarz-Rot-Gold. 1937 wurde er Mitglied der DAF. Nach dem Krieg war er 1945–1947 kommissarischer Amtsbürgermeister in Hamm / Sieg und 1946–1947 kommissarischer und 1947–1950 Amtsbürgermeister des Amts Altenkirchen. Daneben war er 1950 kommissarischer Landrat des Unterlahnkreises. 1950 bis 1968 war er Regierungsvizepräsident bei der Bezirksregierung Koblenz. Für die SPD war er 1946/47 Mitglied der Beratenden Landesversammlung. Danach wurde er in den Landtag Rheinland-Pfalz gewählt, dem er bis 1951 angehörte. Im Landtag war er Mitglied im Agrarpolitischen Ausschuss, Hauptausschuss, Haushalts- und Finanzausschuss, Rechts- und Geschäftsordnungsausschuss, der Reform- und
Sparkommission und dem Zwischenausschuss.